# Zatoczek wieloskrętny
Zatoczek wieloskrętny (Anisus calculiformis) – gatunek ślimaka wodnego z rodziny zatoczkowatych (Planorbidae), opisywany też pod nazwą Anisus septemgyratus Rossmässler, 1835, lecz ta została uznana za synonim Anisus leucostoma.

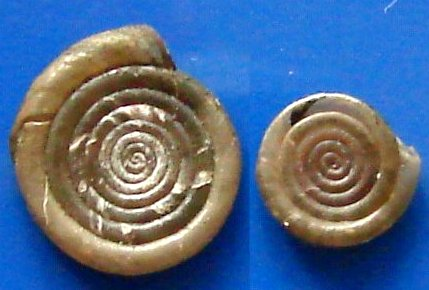
Starszy i młodszy okaz

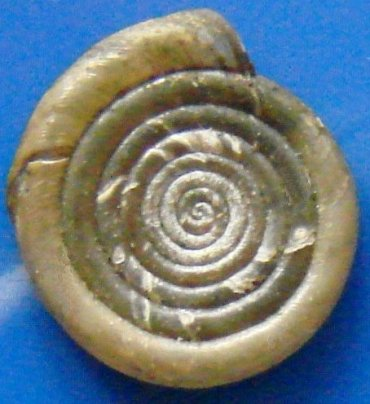

## Występowanie
Występuje w płytkich mulistych lub gęsto zarośniętych zbiornikach, także tych okresowo wysychających, potrafi bowiem bez wody przetrwać około roku. Żywi się roślinami żywymi i rozkładającymi się. Spotykany w Europie – od Półwyspu Bałkańskiego po wschodnie Niemcy i na wschód po Litwę i Ukrainę. W Polsce występuje na bagnach i mokradłach. Jest rozprzestrzeniony na obszarze całego kraju, ale rzadko spotykany.

## Budowa
Muszla płasko zwinięta, o grubości do 1 mm i szerokości do 4,5–7 mm. Zwoje wyraźnie zaznaczone, powoli rosnące przez co prawie jednakowej szerokości. Ostatni skręt o około 1/4 szerszy od przedostatniego z ostrą krawędzią u dołu. Spód muszli płaski. Otwór ukośny, krótkoeliptyczny. Ciało ślimaka szarobrązowe.